# Présidence de Martin Van Buren
8e président des États-Unis
Présidence d'Andrew Jackson Présidence de William Henry Harrison
La présidence de Martin Van Buren débuta le 4 mars 1837, date de l'investiture de Martin Van Buren en tant que 8e président des États-Unis, et prit fin le 4 mars 1841. Membre du Parti démocrate et vice-président d'Andrew Jackson, Van Buren entra en fonction après avoir remporté l'élection présidentielle de 1836 face au général William Henry Harrison, candidat du Parti whig. Il fut candidat pour un second mandat à l'élection présidentielle de 1840 mais fut battu cette fois par Harrison. 
Élu sur un programme qui revendiquait l'héritage de son prédécesseur, Van Buren défendit la conception jacksonienne du pouvoir où l'État ne jouait qu'un rôle restreint dans la régulation de l'économie. Cette doctrine fut toutefois rapidement remise en cause par la panique de 1837 qui entraîna une forte dépression économique et des faillites en cascade. Le président fut longtemps réticent à impliquer l'exécutif dans la gestion de cette crise mais la gravité de la situation le poussa finalement vers la fin de son mandat à donner son accord à la création d'une banque fédérale. En politique intérieure, Van Buren, bien qu'étant personnellement hostile à l'esclavage, se refusa à le condamner officiellement et favorisa même à plusieurs reprises les intérêts esclavagistes afin de ne pas se couper de l'électorat du Sud, traditionnellement acquis aux démocrates. Il poursuivit également la politique indienne de Jackson en continuant d'expulser par la force les tribus amérindiennes de leurs territoires. 
Sa présidence connut davantage de succès sur le plan des affaires étrangères : Van Buren parvint à éviter un conflit armé avec la Grande-Bretagne dans un contexte de tensions au sujet du Canada et ménagea le gouvernement mexicain en refusant l'admission du Texas au sein de l'Union. Son échec à juguler la crise économique de 1837 lui fut cependant grandement reproché et constitua l'une des causes principales de sa défaite à l'élection présidentielle de 1840. Pendant les quatre années de son mandat, Van Buren connut des alternatives de revers et de succès et son bilan à la tête du pays est considéré comme mitigé, au mieux, par les historiens. En revanche, il joua un rôle crucial dans la construction du Parti démocrate qui domina la vie politique américaine dans les décennies suivantes. 

## Élection présidentielle de 1836
À la suite de l'affaire Petticoat qui marqua le premier mandat d'Andrew Jackson, le secrétaire d'État Martin Van Buren s'était imposé comme l'héritier naturel du président en exercice et il fut élu vice-président aux côtés de Jackson en 1832. Les deux hommes avaient des personnalités très différentes mais ils collaborèrent efficacement tout au long du second mandat de Jackson. Ayant refusé de briguer un troisième mandat en vue de l'élection présidentielle de 1836, ce dernier, qui jouissait d'une grande influence au sein du Parti démocrate, soutint activement la candidature de Van Buren qui fut désigné à l'unanimité par la convention nationale démocrate de 1835. Le choix du colistier se fit entre le représentant Richard Mentor Johnson du Kentucky et l'ancien sénateur William Cabell Rives de Virginie. Rives était soutenu par la majorité des délégués sudistes mais son adversaire avait la faveur du président et l'influence de Jackson fut déterminante pour permettre à Johnson de figurer sur le ticket démocrate. 
Dans le camp adverse, les opposants à la politique de Jackson, rassemblés au sein du Parti whig, se mobilisèrent pour barrer la route à Van Buren. En l'absence d'unité du parti et d'une organisation suffisamment solide pour désigner un ticket unique ou définir un programme cohérent, les whigs multiplièrent les candidatures afin d'empêcher les démocrates d'obtenir la majorité des voix et reporter ainsi l'élection à la Chambre des représentants. Alors que les États du Sud étaient plutôt favorables au sénateur du Tennessee Hugh Lawson White, un ancien partisan de Jackson, la campagne au Nord mit aux prises le général William Henry Harrison, célèbre pour sa victoire sur les Amérindiens à la bataille de Tippecanoe en 1811, et le sénateur Daniel Webster qui fut rapidement distancé par son rival. Chacun de ces candidats adhérait à la ligne du Parti whig qui dénonçait la « tyrannie exécutive » de Jackson et dépeignait Van Buren comme un politicien de carrière indigne de confiance.

Résultats de l'élection présidentielle américaine de 1836.

Au sujet de l'esclavage, Van Buren s'efforça de tenir un discours capable de plaire à la fois aux États pro-esclavagistes du Sud et aux États du Nord où l'esclavage était interdit. Cela concernait surtout les électeurs sudistes pour qui tous les yankees, dont Van Buren faisait partie, étaient automatiquement suspects sur cette question. Le candidat démocrate se déclara opposé à l'abolition et partisan du maintien de l'esclavage dans les États où il était pratiqué. Dans ce débat, Van Buren se garda bien d'évoquer ses convictions personnelles selon lesquelles l'esclavage était immoral bien que garanti par la Constitution. Il s'en prit dans les faits aux abolitionnistes qui n'étaient populaires nulle part dans le pays et trancha, en sa qualité de vice-président, en faveur d'un projet de loi sénatorial qui soumettait le courrier à caractère abolitionniste aux lois des États, ce qui revenait à entériner son interdiction dans le Sud. Ses partisans contrèrent les accusations d'insincérité en provenance des whigs sudistes en affirmant que, pour Van Buren, il n'était pas du devoir du Congrès d'interférer dans la politique des États en matière d'esclavage, que l'abolition de celui-ci dans le district de Columbia n'était pas à l'ordre du jour et que l'agitation autour de l'esclavage était dangereuse pour la sauvegarde de l'Union. Tout à sa volonté de bâtir une formation politique d'envergure nationale, Van Buren était en effet prêt à des concessions dont la moindre ne fut pas la reconnaissance de l'institution esclavagiste en tant que telle. En jetant les fondations du premier parti moderne de l'histoire des États-Unis, les démocrates évacuèrent ainsi sciemment toute référence à l'esclavage de leur plateforme partisane. 
Le jour de l'élection, Van Buren arriva en tête avec 170 votes de grands électeurs et 50,9 % des voix au suffrage populaire. En deuxième position venait Harrison avec 73 votes, devant White (26 votes) et Webster (14 votes). Les onze électeurs de Caroline du Sud se prononcèrent en faveur d'un cinquième candidat, Willie Person Mangum. Par rapport à la précédente campagne de Jackson en 1832, Van Buren obtint de meilleurs résultats en Nouvelle-Angleterre mais réalisa une performance moindre dans le Sud et l'Ouest. Sa victoire était due tout à la fois à son talent politique et ses qualités personnelles, au soutien et à la popularité de Jackson, à la bonne organisation du Parti démocrate et à l'inefficacité des whigs. Le vote des grands électeurs de Virginie pour le candidat à la vice-présidence se porta toutefois non pas sur Johnson mais sur l'ancien sénateur William Smith, privant Johnson de la majorité à une voix près. En vertu du douzième amendement, le Sénat procéda à un arbitrage et Johnson fut élu. Lors des élections législatives qui se déroulèrent à la même période, les démocrates confirmèrent leur mainmise sur les deux chambres du Congrès.

## Cérémonie d'investiture

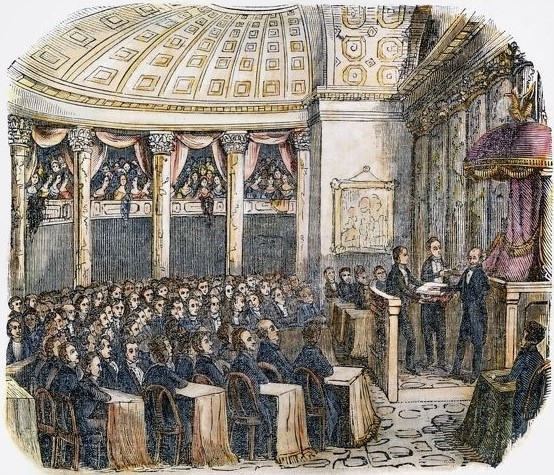
Investiture de Martin Van Buren le 4 mars 1837.

Van Buren prêta le serment présidentiel le 4 mars 1837 sous l'autorité du juge en chef Roger B. Taney, lors d'une cérémonie devant l'aile Est du Capitole. À 54 ans, il était alors le plus jeune président de l'histoire américaine. Dans son discours, Van Buren déclara que le rôle du président était de préserver les institutions politiques créées par les Pères fondateurs et en particulier, dans la plus pure tradition jeffersonienne, de limiter l'interventionnisme du gouvernement fédéral au profit de la liberté et de la souveraineté du peuple et des États. 
La cérémonie d'investiture marqua l'avènement d'une véritable « dynastie présidentielle » avec le départ de Jackson et l'arrivée au pouvoir de Van Buren, son dauphin. Les deux hommes se rendirent ensemble à la cérémonie à bord d'un phaéton construit dans le bois de l'USS Constitution et tiré par quatre chevaux gris. C'était la première fois qu'un président sortant accompagnait son successeur au Capitole le jour de son entrée en fonction. Les festivités furent moins une célébration en l'honneur du nouveau président qu'un hommage à son prédécesseur, ce que Van Buren ne manqua pas de remarquer dans son discours inaugural : 

« En recevant du peuple la confiance sacrée accordée à deux reprises à mon illustre prédécesseur, que ce dernier a si bien et si loyalement honorée, je sais que je ne pourrais m'acquitter de cette tâche difficile avec autant de capacité et de succès. Néanmoins… je formule l'espoir que je retrouverais, tout au long de mon chemin, des encouragements comparables. »

## Composition du gouvernement
Van Buren conserva la plupart des ministres et des fonctionnaires nommés par Jackson. Ce faisant, il espérait freiner la progression des whigs dans le Sud tout en affichant, au moins en apparence, l'unité du Parti démocrate. Les membres du gouvernement étaient originaires de diverses régions du pays : le secrétaire au Trésor Levi Woodbury venait de Nouvelle-Angleterre, le procureur général Benjamin F. Butler et le secrétaire à la Marine Mahlon Dickerson étaient issus des États du centre des États-Unis, le secrétaire d'État John Forsyth représentait le Sud et le ministre des Postes Amos Kendall, du Kentucky, était un natif de l'Ouest. Pour occuper le ministère de la Guerre, demeuré vacant depuis la fin de la présidence de Jackson, Van Buren songea à William Cabell Rives qui avait brigué la vice-présidence en 1836, mais ce dernier déclina la proposition et le président jeta finalement son dévolu sur Joel Roberts Poinsett, qui s'était opposé à la sécession de la Caroline du Sud lors de la crise de la nullification.
Les nominations de Van Buren mécontentèrent à la fois les Pennsylvaniens qui estimaient, à l'instar de James Buchanan, que leur État méritait d'être représenté au sein du gouvernement et certains démocrates pour qui Van Buren aurait dû procéder à des choix plus partisans afin d'accroître son influence politique. Le nouveau président souhaitait toutefois éviter les litiges inhérents au favoritisme et manifester clairement, à travers le maintien du cabinet Jackson, son intention de poursuivre l'œuvre de son prédécesseur. Par ailleurs, Van Buren avait aidé à choisir la plupart des membres de l'ancienne administration et était habitué à travailler avec eux.
Soucieux d'améliorer la discipline et l'état d'esprit qui régnait dans la marine, Van Buren obtint en 1838 la démission de Dickerson et le remplaça par James K. Paulding. Butler quitta ses fonctions la même année et Van Buren désigna Felix Grundy, un sénateur du Tennessee proche de Jackson, pour lui succéder. Plus tard, Grundy céda lui-même sa place à Henry D. Gilpin de Pennsylvanie. John M. Niles, un fidèle du parti et ancien sénateur du Connecticut, fut nommé ministre des Postes en 1840. 
Si Van Buren avait les coudées franches en matière de politique étrangère et dans les questions qui relevaient du département du Trésor, le Bureau des postes ainsi que les ministères de la Guerre et de la Marine bénéficiaient d'une autonomie assez large. Le président se réunissait régulièrement avec son cabinet et mit fin aux entretiens informels que Jackson affectionnait en son temps. Considérant que le président devait être « un médiateur et, dans une certaine mesure, un arbitre entre les opinions contradictoires » de ses conseillers, Van Buren sollicitait fréquemment l'avis de ses ministres et tolérait les échanges ouverts et même francs entre ses collaborateurs. Le détachement dont il faisait preuve à l'égard des débats lui permettait de formuler son opinion en dernier et de veiller à toujours avoir le dernier mot.

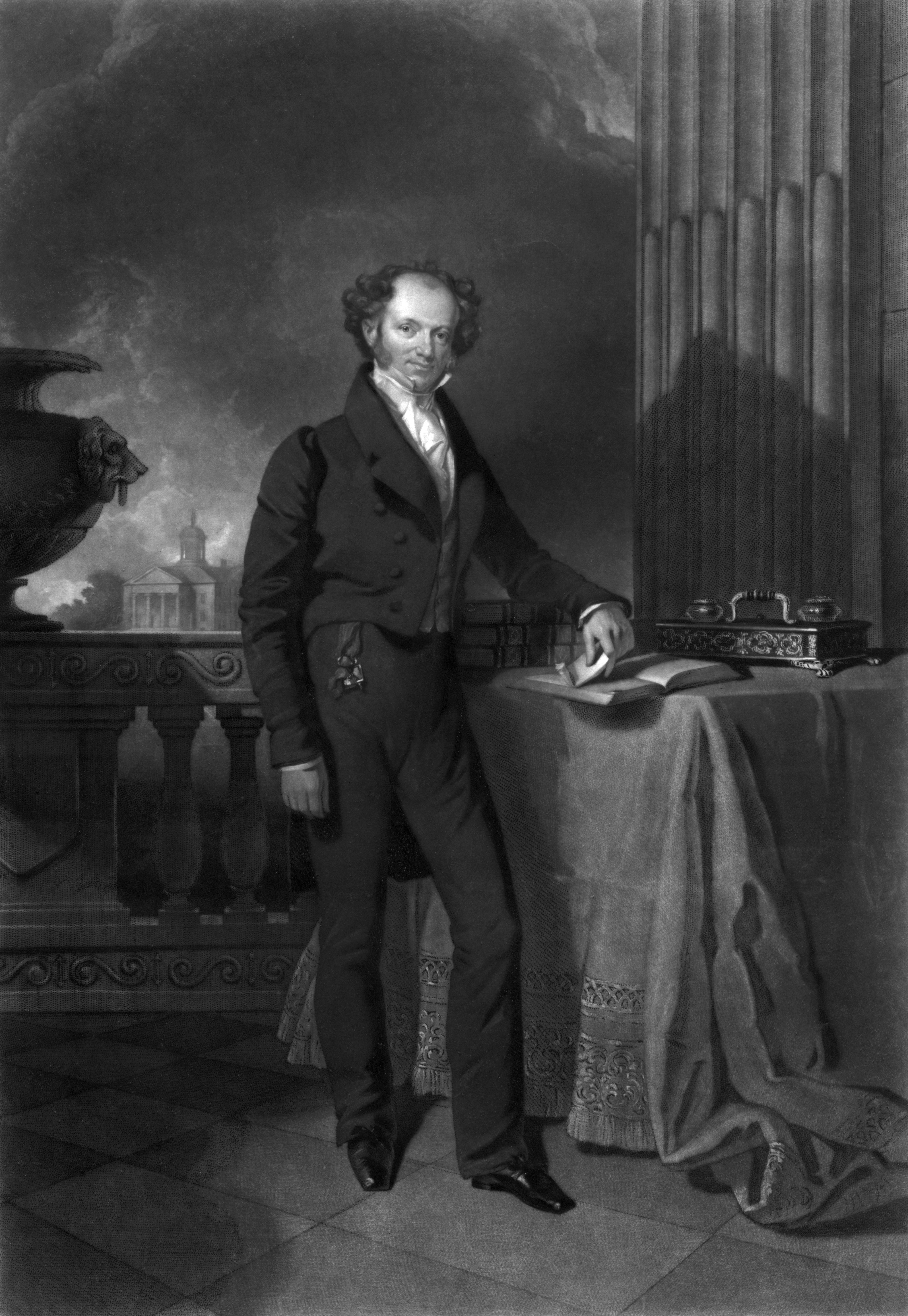
Le président Martin Van Buren vers 1840.

## Nominations judiciaires
Van Buren nomma deux juges à la Cour suprême des États-Unis. En 1837, le Congrès avait voté une loi qui portait le nombre de sièges à la Cour suprême de sept à neuf (Eighth and Ninth Circuits Act of 1837) mais le président Jackson n'avait procédé qu'à une seule nomination. Van Buren combla l'autre vacance dès le début de son mandat en nommant le sénateur John McKinley de l'Alabama, qui avait joué un rôle-clé dans la victoire du candidat démocrate en 1836. Une seconde vacance se produisit en 1841 avec la mort du juge Philip Pendleton Barbour. Le président proposa alors le nom du juge fédéral Peter Vivian Daniel pour remplacer Barbour et ce choix fut confirmé par le Sénat. Outre ses deux nominations à la Cour suprême, Van Buren nomma huit juges aux tribunaux de district des États-Unis.

## Politique intérieure

### Panique de 1837

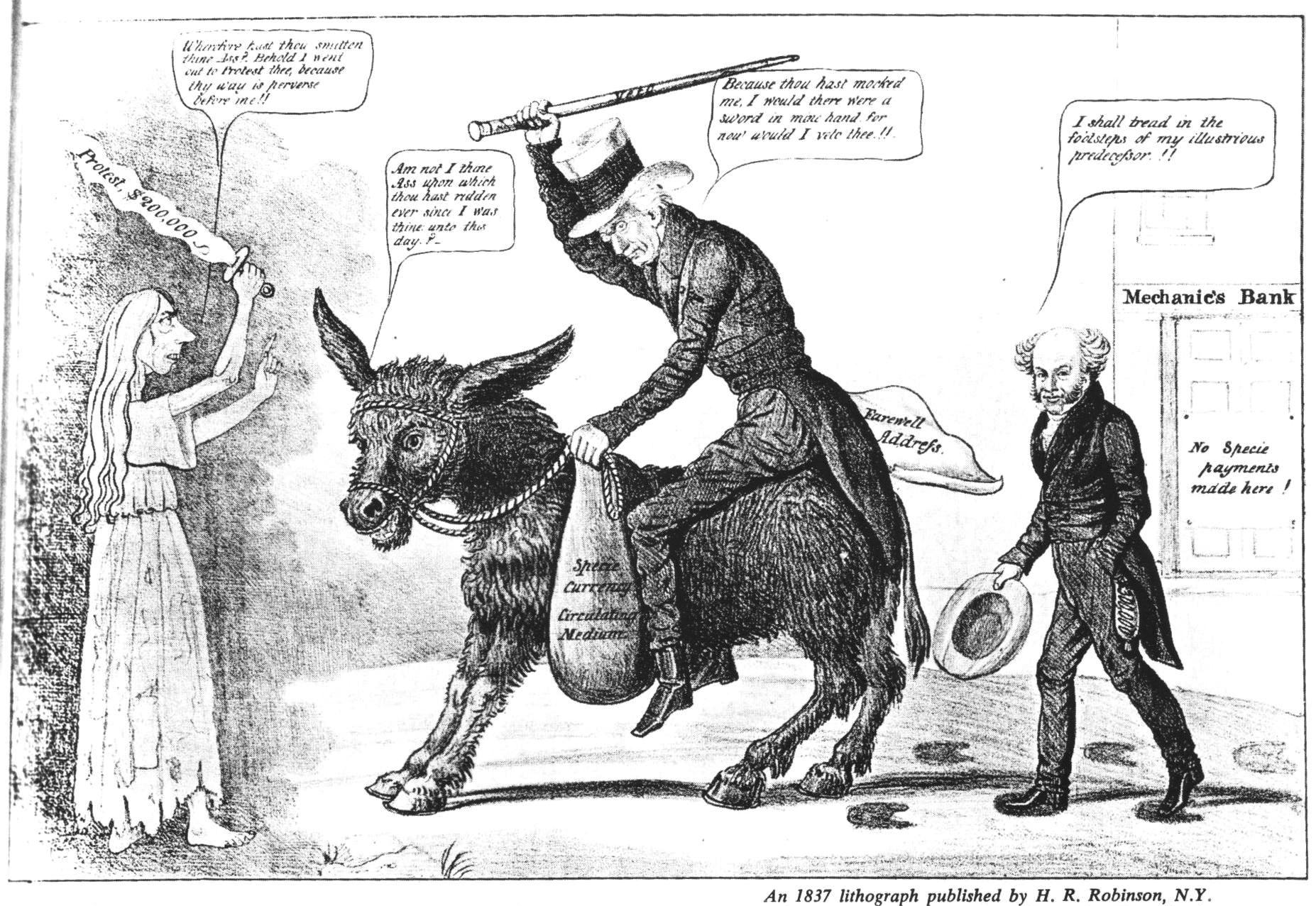
Caricature de 1837 attribuant la responsabilité de la panique bancaire au président Andrew Jackson (juché sur un âne) dont l'action est approuvée par Van Buren (chapeau à la main) : « je dois suivre les pas de mon illustre prédécesseur ! ».

Le 10 mai 1837, plusieurs banques de l'État de New York, à court de monnaie métallique, refusèrent soudainement la convertibilité du papier-monnaie en or ou en argent. De nombreuses institutions financières à travers le pays leur emboîtèrent le pas, marquant le début de la panique de 1837. Cette crise économique fut suivie d'une dépression de cinq années au cours desquelles nombre de banques firent faillite et où le chômage atteignit des taux records. 
Van Buren imputa l'effondrement de l'économie à la cupidité des entreprises et des institutions financières ainsi qu'à la surabondance des crédits accordés par les banques américaines. Les whigs blâmèrent pour leur part les politiques économiques mises en place par les démocrates, en particulier la circulaire d'espèce de 1836 qui imposait aux acheteurs de terrains d'État de payer en or et non en billets, ce qui eut pour effet de transférer les stocks de monnaie métallique des banques de l'Est vers les banques de l'Ouest et de miner la confiance dans les billets de banque. Les whigs pointèrent également du doigt le démantèlement par Jackson de la deuxième banque des États-Unis, dont la disparition avait permis aux banques étatiques de se livrer à des prêts et à l'impression de papier-monnaie sans réglementation efficace. Un autre facteur ayant contribué au déclenchement de la panique fut la contraction imprévue du crédit anglais, qui avait permis de soutenir en partie la forte croissance économique du pays depuis 1830.

### Création d'un système de trésorerie indépendante
Alors que le whig Henry Clay appelait de ses vœux la mise en place d'un « système américain » capable de relancer l'activité économique, Van Buren privilégia les concepts d'« économie stricte » et de « frugalité » pour répondre à la crise. La possibilité d'une abrogation de la circulaire d'espèce divisa le Parti démocrate mais plusieurs de ses chefs de file, comme William Cabell Rives ou Nathaniel Tallmadge, n'étaient pas hostiles à l'abandon de la politique de monnaie forte menée par Jackson. Après mûre réflexion, Van Buren annonça en mai 1837 qu'il ne toucherait pas à la circulaire d'espèce ; le président ne souhaitait pas, en effet, s'écarter de la ligne politique de son prédécesseur si tôt après le début de son mandat et il considérait par ailleurs qu'une telle mesure serait préjudiciable aux banques de l'Ouest.
En maintenant la circulaire d'espèce, Van Buren manifesta clairement sa volonté de ne pas impliquer le gouvernement dans la régulation des activités bancaires. Ce principe irrigua toute la politique économique de son mandat. Sous la présidence de Jackson, le gouvernement fédéral avait retiré les fonds déposés à la Deuxième banque des États-Unis pour les transférer dans des établissements bancaires plus modestes surnommés les « banques caniches » (pet banks). La Deuxième banque, et les pet banks après elle, avaient utilisé l'argent des autorités fédérales pour se livrer à des opérations bancaires régulières, en particulier l’extension des prêts. Van Buren chercha à instaurer une dissociation complète entre les banques et le gouvernement en appuyant la création d'un système de trésorerie indépendante, qui consisterait essentiellement en une série de coffres-forts destinés à abriter les fonds gouvernementaux. Le système en question était dit « indépendant » en raison de son autonomie supposée à l'égard des banques et des créanciers britanniques, qui avaient beaucoup investi dans la Deuxième banque. L'idée était inspirée des écrits de William M. Gouge, un défenseur de la monnaie forte selon lequel toute intervention fédérale dans le domaine bancaire risquait à la fois d'engendrer de la corruption et de provoquer un ralentissement économique en favorisant les cycles d'expansion-récession.
Lors de la réunion du 25e Congrès en septembre 1837, le président soumit son projet de trésorerie indépendante à l'approbation des parlementaires. Dans l'esprit de Van Buren, le gouvernement devait être en mesure d'accepter le papier-monnaie comme moyen de paiement tout en cherchant à convertir ce dernier en espèce le plus rapidement possible. Les banques étatiques s'opposèrent vigoureusement au projet de loi et une alliance de démocrates et de whigs conservateurs fit barrage à l'adoption du texte. Alors que se poursuivait le débat sur le système de trésorerie indépendante, Rives et quelques autres démocrates firent défection et rejoignirent le Parti whig, que l'opposition à Van Buren avait galvanisé. La panique bancaire s'amplifia au cours des années 1837 et 1838 et le déclin de l'activité économique permit aux whigs de remporter quelques sièges supplémentaires à la Chambre des représentants et au Sénat, même si le Parti démocrate conserva sa majorité dans les deux chambres,. Une scission entre les députés démocrates entraîna toutefois l'élection du whig Robert M. T. Hunter à la présidence de la Chambre. Les whigs progressèrent également au niveau local dans tout le pays, y compris dans l'État de New York d'où Van Buren était originaire.
Au début de l'année 1838, la plupart des banques mirent fin à leur moratoire sur la conversion du papier en or ou en argent, mettant ainsi temporairement fin à la crise monétaire. L'économie commença à repartir de plus belle et une coalition de démocrates et de whigs abrogea la Specie Circular cette année-là. Une deuxième crise économique, connue sous le nom de panique de 1839, éclata cependant en raison d'un surplus de coton. La baisse des revenus liés au commerce cotonnier provoqua une chute du prix des terres, força nombre d'industries à licencier leur personnel et accula les banques à la faillite. Selon l'historien Daniel Walker Howe, la crise économique de la fin des années 1830 et du début des années 1840 fut la plus grave récession de l'histoire des États-Unis jusqu'à la Grande Dépression. Afin de répondre en partie à cette seconde crise, le Congrès adopta le système de trésorerie indépendante défendu par Van Buren en juin 1840. Le système fut aboli par les whigs en 1841 mais fut rétabli en 1846 et demeura en place jusqu'au vote du Federal Reserve Act en 1913.
En mars 1840, soucieux d'atténuer les difficultés des citadins pauvres touchés de plein fouet par la crise, Van Buren promulgua un ordre exécutif qui abaissait la durée du travail des employés fédéraux à 10 h par jour.

### Déportation de tribus amérindiennes
Sous la présidence de Jackson, l'adoption de l’Indian Removal Act de 1830 avait débouché sur la déportation de toutes les tribus amérindiennes sur les terres situées à l'ouest du fleuve Mississippi. Dans la lignée de son prédécesseur, Van Buren négocia 19 traités avec les autochtones au cours de son mandat. À son entrée en fonction, les Muscogee, les Chickasaw et les Choctaw avaient été déplacés de force mais un grand nombre de Cherokees se trouvaient toujours en Géorgie tandis que les Séminoles demeuraient en Floride. Un traité de 1835, signé par des émissaires du gouvernement américain et des représentants de la nation cherokee, avait fixé les conditions sous lesquelles cette tribu s'engageait à céder son territoire et à s'installer sur l'autre rive du Mississippi, mais beaucoup de Cherokees considéraient cet accord comme frauduleux. En 1838, Van Buren ordonna au général Winfield Scott de déménager de force tous les Cherokees qui n'avaient pas encore obéis au traité. Ces derniers furent parqués dans des camps d'internement où ils demeurèrent sous surveillance américaine pendant l'été 1838. Le départ vers l'ouest fut retardé par une chaleur et une sécheresse intenses mais, à l'automne, les autochtones furent contraints de partir pour de bon,. Le déplacement forcé de 20 000 Cherokees s'ajouta à la série de déportations connues sous le nom de « Piste des larmes ».

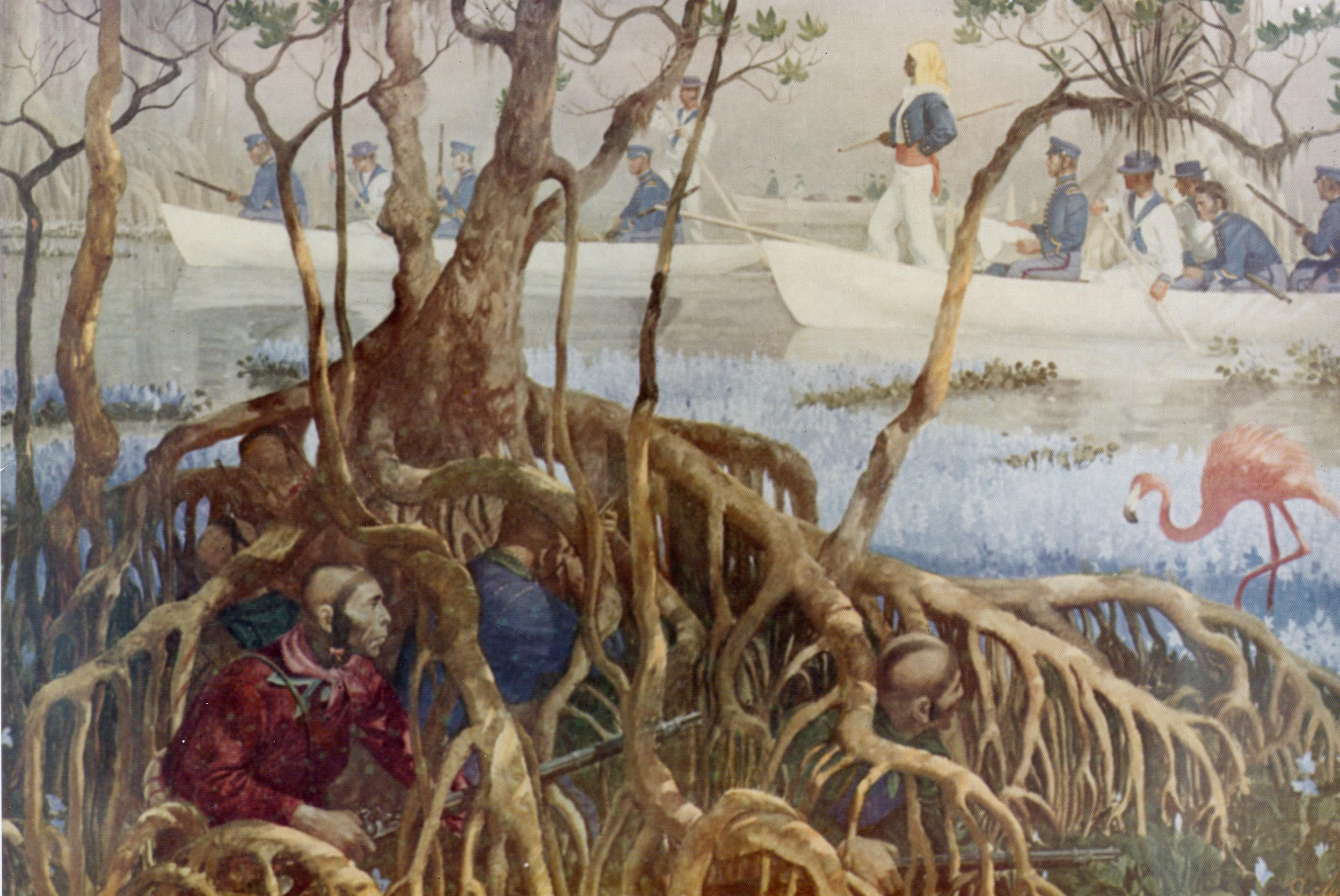
Un détachement du corps des Marines en mission dans les Everglades au cours de la seconde guerre séminole.

Dans le territoire de Floride, les Séminoles opposèrent une résistance farouche et prolongée à l'armée américaine durant la seconde guerre séminole. Parmi les facteurs expliquant la volonté de cette tribu de ne pas céder aux exigences américaines était le fait que parmi les autochtones vivaient des Afro-Américains, dont plusieurs centaines d'esclaves en fuite qui craignaient d'être réduits de nouveau à la servilité en cas de départ des Séminoles. Peu avant de quitter la Maison-Blanche, Jackson avait confié au général Thomas Jesup le commandement des troupes américaines en Floride afin de contraindre les Séminoles à émigrer vers l'ouest. Le territoire de Floride fut bientôt recouvert de forts et de soldats, ce que voyant, de nombreux Séminoles parmi lesquels le grand chef Micanopy acceptèrent de se rendre. Les membres de la tribu commencèrent à se regrouper près de Tampa en vue d'une émigration prochaine, mais la maladie et la présence de chasseurs d'esclaves les incitèrent à fuir les camps de détention au mois de juin,.
En décembre 1837, Jesup lança une offensive de grande ampleur qui culmina à la bataille du lac Okeechobee, remportée par les troupes américaines. Le conflit entra alors dans une nouvelle phase : aux batailles rangées succéda une guerre d'attrition, faites d'embuscades et de coups de main. Le gouvernement fédéral en vint à estimer que toutes les tentatives pour évincer les derniers Séminoles de la Floride seraient vouées à l'échec et Van Buren dépêcha sur place le général Alexander Macomb pour négocier la fin des hostilités. Ce fut la seule fois dans l'histoire des États-Unis qu'une nation amérindienne contraignit le pouvoir fédéral à solliciter la paix. En vertu de celle-ci, les Séminoles étaient autorisés à conserver leurs terres au sud-ouest de la Floride, mais la guerre reprit en juillet 1839 et ne prit fin à nouveau qu'en 1842, après la fin de la présidence de Van Buren. Les États-Unis déboursèrent au total plus de 30 millions de dollars dans ce conflit qui coûta également la vie à 1 400 soldats américains, plusieurs dizaines de civils et au moins 700 Séminoles.

### Esclavage
Tout au long des années 1830, le mouvement abolitionniste avait gagné en popularité dans le Nord et l'activisme de certains groupes, comme l’American Anti-Slavery Society, fut critiqué par les dirigeants du Sud et parmi eux le sénateur John C. Calhoun. Van Buren considérait que l'abolitionnisme mettait en péril l'unité de la nation et il s'opposa aux tentatives du Congrès d'abolir l'esclavage dans le district de Columbia contre la volonté des États esclavagistes ou d'interférer dans la politique des États où l'esclavage était déjà pratiqué. De façon symbolique, Van Buren fut le premier président à utiliser le mot « esclavage » dans son discours d'investiture, ce qui reflétait la part croissante occupée par l'esclavage dans le débat national. Les positions de Van Buren sur la question lui valurent d'être traité d'« homme du Nord avec des sentiments du Sud ». Van Buren était pourtant sensible aux préoccupations du Nord au sujet de l'expansion de l'esclavage et son refus d'admettre le Texas au sein de l'Union était en grande partie lié à son désir de ne pas aggraver les tensions à l'échelle du pays.
Sous la présidence de Van Buren, le Congrès chercha à contourner le brûlant dossier de l'esclavage en appliquant la « règle du bâillon » (gag rule), méthode informelle qui consistait à ajourner systématiquement tout débat relatif à l'abolition de l'esclavage. Cela eut pour effet d'enterrer la controverse sur ce sujet au Sénat, mais les choses ne furent pas aussi faciles à la Chambre des représentants où le député et ancien président John Quincy Adams n'eut de cesse de dénoncer vigoureusement la gag rule. Une tentative faite pour censurer Adams échoua mais une coalition de démocrates sudistes et nordistes veilla à l'application de la règle. Alors que le débat sur l'esclavage prenait de l'ampleur, un petit groupe de militants antiesclavagistes fonda le Parti de la liberté qui présenta un candidat, James G. Birney, à l'élection présidentielle de 1840.

### Procès deLa Amistad

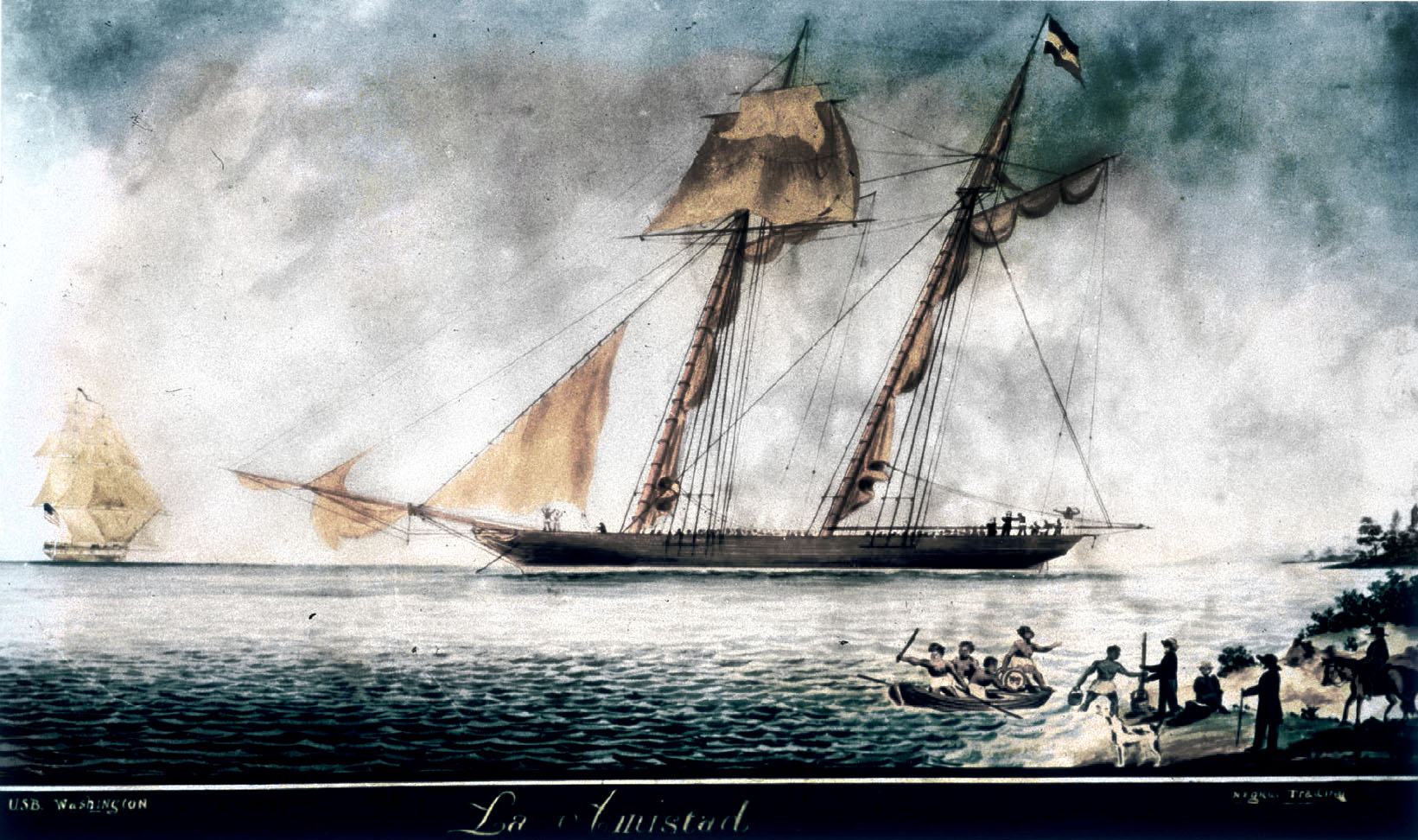
Peinture du temps représentant La Amistad au large de Long Island, dans l'État de New York, en août 1839.

À l'instar des Britanniques et des Américains, les Espagnols avaient interdit la traite des esclaves d'Afrique, mais cette dernière persistait sous la forme d'une contrebande qui alimentait la colonie espagnole de Cuba. En juin 1839, un groupe d'esclaves africains se révolta contre ses geôliers et prit le contrôle de La Amistad, un navire négrier à destination de Cuba. Les esclaves souhaitaient retourner chez eux mais furent trompés par un membre de l'équipage du bateau qui les conduisit aux États-Unis, où ils furent arrêtés et appelés à comparaître devant le juge Andrew T. Judson. Le gouvernement espagnol exigea la restitution du navire et de sa cargaison, esclaves inclus. Soucieuse de ne pas s'aliéner l'électorat pro-esclavagiste du Sud, l'administration Van Buren soutint la position de l'Espagne et affréta même un bateau chargé de conduire les mutins de La Amistad à Cuba sitôt leur culpabilité établie, ce dont Van Buren ne doutait pas.
Cependant, à la surprise de la plupart des observateurs, le juge Judson ordonna la remise en liberté des accusés. Après confirmation de ce verdict par un tribunal fédéral, le gouvernement de Van Buren fit appel de la décision devant la Cour suprême. En mars 1841, celle-ci approuva la décision de Judson en estimant que les Africains avaient été capturés illégalement. À l'issue du procès, les abolitionnistes collectèrent des fonds pour payer le retour des esclaves en Afrique et ceux-ci quittèrent le sol américain en novembre de la même année. Le procès de La Amistad fut notable en ce que des personnes de couleur purent témoigner devant un tribunal fédéral et que des personnalités telles que l'ancien président John Quincy Adams ainsi que plusieurs avocats de haut rang participèrent aux audiences, où ils prirent fait et cause pour les accusés. De fait, le retentissement de l'affaire fut considérable au sein de l'opinion publique et l'attention portée aux drames humains causés par l'esclavage galvanisa le mouvement abolitionniste dans le Nord. Une autre conséquence du procès à l'échelle du pays fut de consacrer les tribunaux comme principal centre de débat sur les fondements juridiques de l'esclavage.

### Mormons

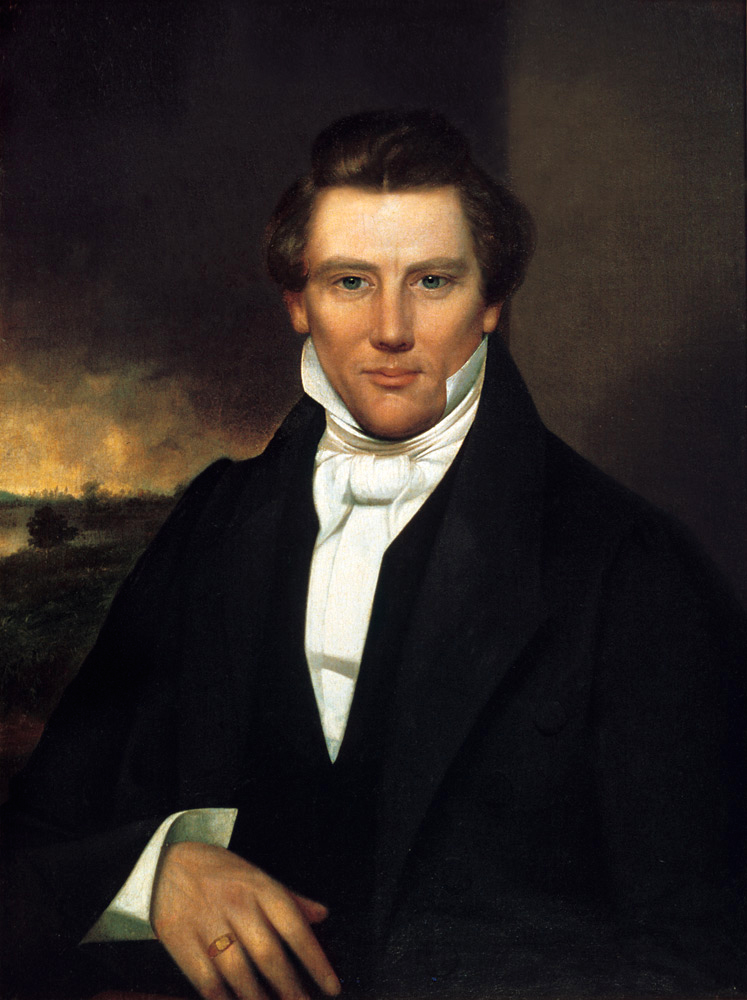
Fondateur du mormonisme, Joseph Smith sollicita vainement l'appui de Van Buren pour lutter contre les persécutions dont sa communauté faisait l'objet.

En 1839, Joseph Smith, fondateur de l'Église de Jésus-Christ des saints des derniers jours, se rendit à Washington pour rencontrer le président Van Buren et lui demander de venir en aide à la communauté des mormons, qui avait trouvé refuge en Illinois après avoir été expulsée de l'État du Missouri à la suite de la guerre des mormons de 1838. Le 27 octobre de la même année, le gouverneur du Missouri Lilburn Boggs avait promulgué un décret, connu sous le nom d'« ordre d'extermination », qui stipulait entre autres : « les Mormons doivent être traités comme des ennemis, et doivent être exterminés ou chassés de l'État si nécessaire pour la paix publique — leurs outrages sont au-delà de toute description ». Le conflit avait atteint son paroxysme lors du massacre de Haun's Mill au cours duquel dix-sept mormons avaient été tués. La démarche de Smith auprès de Van Buren se solda toutefois par un échec ; en 1840, le chef religieux retenta sa chance mais se vit rétorquer par le président : « votre cause est juste, mais je ne puis rien faire pour vous […]. Si je prenais votre parti, je perdrai les voix du Missouri ».

## Politique étrangère

### Texas
La république du Texas s'était émancipée de facto de la tutelle du Mexique à la suite de la révolution texane (1835-1836), et les Texans votèrent par la suite à une majorité écrasante en faveur de leur admission au sein de l'Union. En mars 1837, peu de temps avant de quitter la Maison-Blanche, le président Jackson avait reconnu la république du Texas mais l'éventualité d'une annexion exacerba les tensions sectionnelles dans le pays et fit courir le risque d'une guerre avec le Mexique. Les abolitionnistes de Nouvelle-Angleterre dénoncèrent l'existence d'une « conspiration esclavagiste pour acquérir le Texas » et, dans un discours plein d'éloquence, Daniel Webster s'opposa fermement à l'annexion. À l'inverse, un grand nombre de responsables sudistes étaient particulièrement favorables à l'implantation de l'esclavage dans de nouveaux territoires. 
Prenant le contre-pied de la politique de Jackson, Van Buren chercha à apaiser les tensions aussi bien à l'étranger que sur le territoire national. À un différend financier qui opposait de longue date l'administration américaine au gouvernement mexicain, il s'efforça d'obtenir une solution diplomatique alors que Jackson n'avait pas hésité à brandir la menace d'une intervention armée. De même, lorsque l'ambassadeur de la république du Texas à Washington suggéra aux autorités américaines de procéder à l'annexion du Texas en août 1837, Van Buren lui opposa un refus, invoquant les limites constitutionnelles d'un tel projet et le risque d'une guerre avec le Mexique. Cependant, la crainte de voir la nation se déchirer au sujet de l'extension de l'esclavage joua sans aucun doute un rôle plus important dans la décision de Van Buren et continua de faire résolument obstacle à l'annexion. Un accord tacite fut finalement obtenu entre les démocrates du Nord et du Sud, les nordistes acceptant de s'opposer aux mesures anti-esclavagistes tandis que les sudistes renonçaient à réclamer l'annexion du Texas. En conséquence, ce dernier retira sa proposition d'annexion en 1838.

### Relations avec le Royaume-Uni

#### Rébellions canadiennes

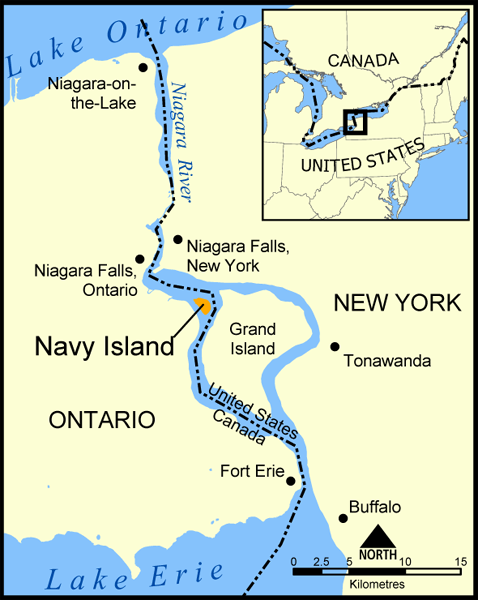
Emplacement de l'île Navy au centre de la rivière Niagara.

Entre 1837 et 1838, les sujets britanniques du Bas et du Haut-Canada se soulevèrent pour protester contre leur manque d'autonomie politique. L'insurrection dans le Haut-Canada fut toutefois écrasée en décembre 1837 à la bataille de Montgomery's Tavern. Un certain nombre de rebelles franchirent alors la rivière Niagara pour se réfugier dans l'État de New York et le dirigeant canadien William Lyon Mackenzie commença à recruter des volontaires à Buffalo. Mackenzie proclama la république du Canada et, avec les maigres forces dont il disposait, échafauda un plan pour envahir le Haut-Canada depuis l'île Navy, située sur la partie canadienne du Niagara. Plusieurs centaines de volontaires se rendirent sur l'île dans les semaines qui suivirent et achetèrent le bateau à vapeur Caroline pour y acheminer des approvisionnements. Afin d'empêcher une invasion qu'elles jugeaient imminente, les troupes britanniques pénétrèrent dans la zone de la rivière sous contrôle américain à la fin du mois de décembre 1837 et envoyèrent le Caroline par le fond. Dans la mêlée, un Américain fut tué et plusieurs autres blessés. De nombreuses voix s'élevèrent aussitôt aux États-Unis pour déclarer la guerre au Royaume-Uni et un navire britannique fut incendié en guise de représailles.

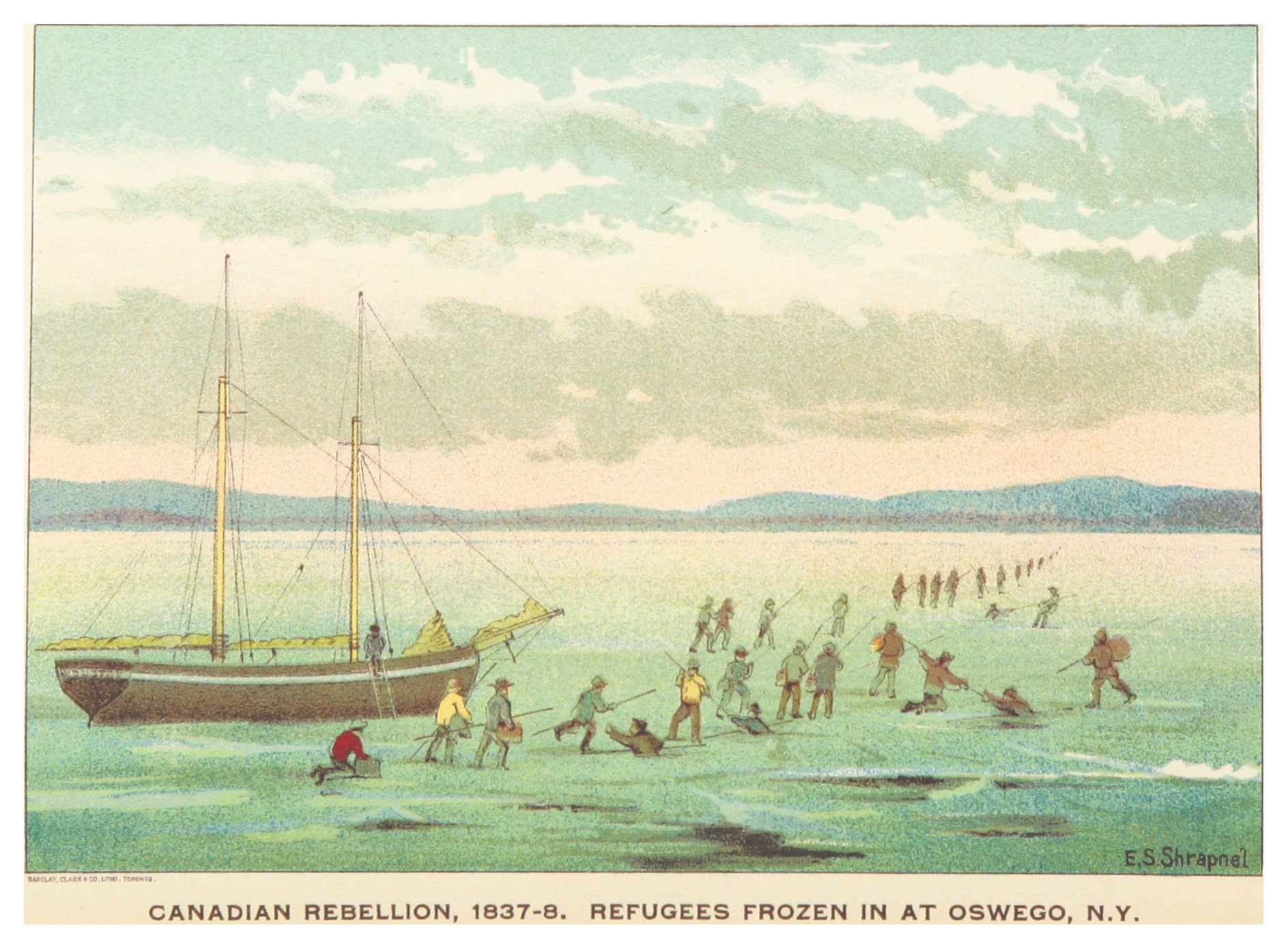
Des réfugiés canadiens franchissant le lac Ontario gelé pour rejoindre la ville d'Oswego, dans l'État de New York, durant l'hiver 1837-1838.

Van Buren, soucieux d'éviter un conflit armé avec Londres, envoya le général Winfield Scott à la frontière américano-canadienne pour apaiser les tensions dans la région. Scott persuada les citoyens américains de la nécessité d'obtenir une résolution pacifique à la crise et fit savoir que le gouvernement des États-Unis n'encouragerait aucune tentative d'agression isolée contre les Britanniques. En janvier 1838, le président proclama la neutralité de son pays dans le débat relatif à l'indépendance canadienne. Le Congrès appuya cette déclaration en votant une loi de neutralité destinée à décourager les citoyens américains de participer à des guerres étrangères.
Scott parvint à calmer la situation mais un groupe de sociétés secrètes, les Hunters' Lodges, cherchait toujours à mettre fin à la domination britannique au Canada. Les membres de ces sociétés menèrent dans le Haut-Canada une série de raids qui fut connue sous le nom de « guerre patriotique ». L'administration Van Buren, en application de la loi de neutralité, favorisa la traque des flibustiers et dissuada fortement les citoyens américains de mener des activités subversives à l'étranger. Après l'échec de deux expéditions sur mer à la fin de l'année 1839, les Hunters' Lodges perdirent rapidement de leur influence et la guerre patriotique prit fin. Sur le long terme, l'opposition résolue de Van Buren aux rebelles canadiens contribua à l'établissement de relations saines entre le Royaume-Uni et les États-Unis d'une part, et entre les États-Unis et le Canada d'autre part, mais eut aussi dans l'immédiat des conséquences plus négatives parmi les citoyens qui dénonçaient le pouvoir excessif du gouvernement fédéral.

#### Guerre d'Aroostook

Carte illustrant la dispute territoriale à la frontière entre le Maine et le Nouveau-Brunswick.

Une autre crise survint entre la Grande-Bretagne et les États-Unis à la fin de l'année 1838 au sujet d'un litige territorial sur la frontière entre le Maine et le Nouveau-Brunswick. Jackson était auparavant disposé à abandonner les prétentions américaines sur la région en échange d'autres concessions, mais le Maine n'était pas prêt à abandonner ses revendications. De leur côté, les Britanniques considéraient que la possession de ce territoire était vitale à la protection du Canada. Au cours de l'hiver 1837-1838, des bûcherons américains et canadiens coupèrent du bois dans la zone revendiquée par les deux pays. Le 29 décembre, un groupe de bûcherons venu du Nouveau-Brunswick fut repéré en train de couper du bois en territoire américain près de la rivière Aroostook. Des bûcherons américains se rendirent aussitôt sur les lieux et un algarade verbale, surnommée la « bataille de Caribou », s'ensuivit. La situation dégénéra rapidement lorsque des citoyens du Maine et du Nouveau-Brunswick furent arrêtés de part et d'autre de la frontière, et la crise fut sur le point de se transformer en conflit armé.
Des troupes britanniques commencèrent à s'amasser sur les rives du fleuve Saint-Jean. En réaction, le gouverneur du Maine John Fairfield mobilisa la milice locale en vue d'une confrontation avec les Anglais, et plusieurs forts furent construits le long du fleuve. La presse américaine était favorable à la guerre et un éditorial la réclamait en ces termes : « le Maine et son sol, ou le SANG ! Que l'épée soit tirée et le fourreau jeté ! ». En juin 1838, le Congrès vota une levée de 50 000 soldats et un budget de 10 millions de dollars en prévision d'une éventuelle invasion étrangère. Van Buren n'était cependant pas enclin à entrer en guerre pour le territoire en question même s'il assura au Maine qu'il n'hésiterait pas à riposter en cas d'agression britannique. À l'occasion d'une entrevue entre Van Buren et l'ambassadeur du Royaume-Uni à Washington, les deux hommes s'entendirent pour résoudre le conflit de manière diplomatique. Le président envoya également le général Winfield Scott à la frontière nord pour apaiser les tensions tout en affichant sa détermination sur le plan militaire. Scott réussit à convaincre les partis en présence de soumettre la résolution du litige à un arbitrage, mais la querelle ne fut définitivement réglée qu'en 1842 avec la signature du traité Webster-Ashburton,.

## Élection présidentielle de 1840
Sous son mandat, Van Buren fut attentif à l'organisation du Parti démocrate ainsi qu'à l'emploi des journaux et des magazines, qui perçurent des subventions sous la forme de contrats d'impression délivrés par le gouvernement. L'administration bénéficiait du soutien intellectuel de la United States Magazine and Democratic Review, un mensuel basé à Washington et dont le propriétaire était John O'Sullivan. Les éditoriaux et articles de ce dernier fournissaient aux sympathisants démocrates les arguments dont ils avaient besoin pour débattre du positionnement du parti sur des questions comme la guerre avec le Mexique, l'esclavage, les droits des États et la déportation des Amérindiens.

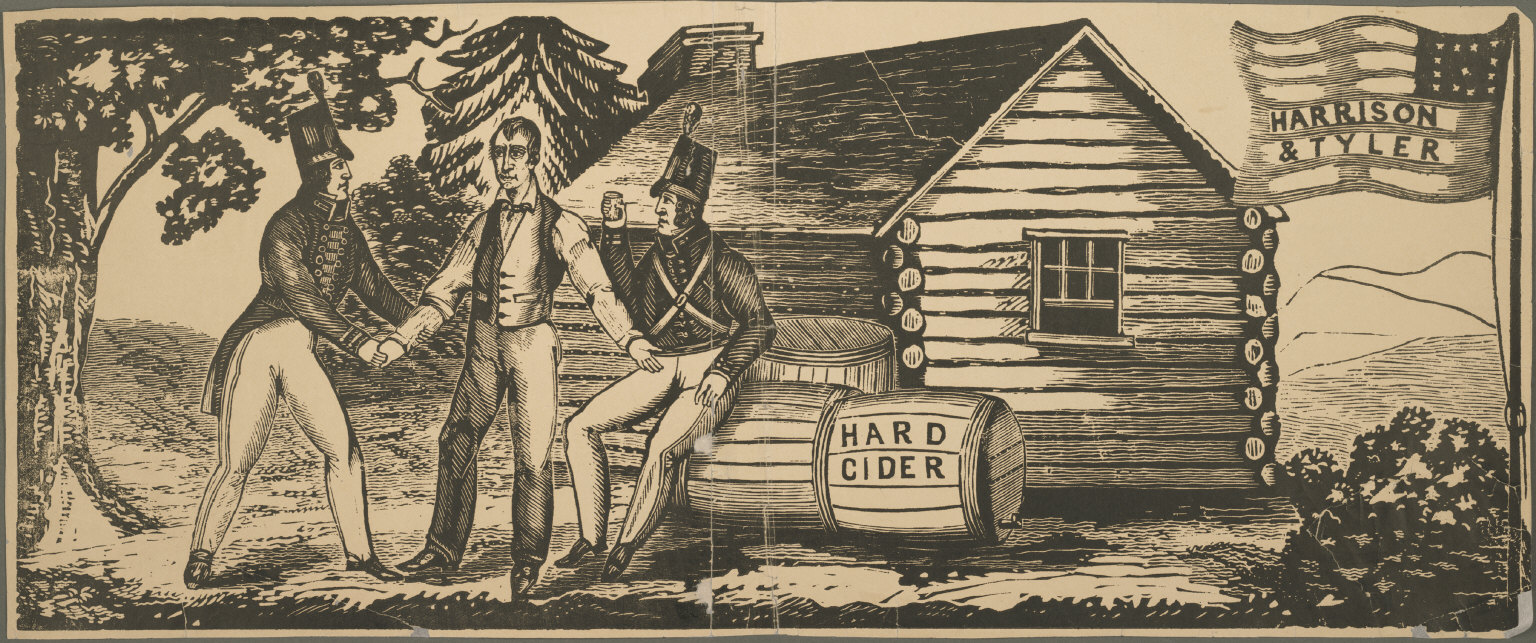
Lithographie représentant Harrison devant sa cabane en rondins, en train de partager son cidre avec deux soldats. Cette image, d'abord utilisée par les démocrates pour tourner Harrison en ridicule, fut récupérée par les whigs afin de présenter le général comme un homme proche du peuple.

Résultats de l'élection présidentielle américaine de 1840.

Van Buren fut reconduit sans difficulté sur le ticket démocrate pour le scrutin présidentiel de 1840, mais la campagne électorale fut éprouvante. Ses adversaires multiplièrent les attaques sur sa gestion de la crise économique, ses positions sur l'esclavage, l'expansion vers l'Ouest et l'état des relations avec le Royaume-Uni. En outre, le vice-président Johnson ne faisait pas l'unanimité chez les stratèges du Parti démocrate. Sa présence était même considérée comme un handicap par l'ancien président Andrew Jackson qui suggéra avec insistance de le remplacer par l'ex-président de la Chambre des représentants James K. Polk. Van Buren n'avait toutefois aucunement l'intention de se débarrasser de Johnson qui jouissait d'une popularité importante auprès des travailleurs et des radicaux du Nord. Son expérience militaire pouvait par ailleurs constituer un atout si, comme cela était probable, les whigs choisissaient pour candidat le général William Henry Harrison. Plutôt que de reconduire Johnson sur le ticket, la convention démocrate confia aux chefs locaux du parti la mission de sélectionner les candidats à la vice-présidence dans leurs États respectifs. Les délégués présents à la convention rédigèrent également, pour la première fois dans l'histoire américaine, une « plateforme » partisane conforme aux idées de Van Buren, notamment en matière de politique économique.
Le président espérait la désignation d'Henry Clay sur le ticket whig afin de résumer l'élection à un choix entre le système de trésorerie indépendante promu par le président sortant et le rétablissement d'une banque nationale défendu par Clay. Ce dernier bénéficiait du soutien de la plupart des délégués sudistes à la convention whig de 1839 mais les nordistes étaient, dans leur majorité, favorables à Harrison. Plusieurs représentants du Nord comme William Henry Seward ou Thaddeus Stevens pensaient en effet que la réputation de héros de guerre du général serait très utile pour contrer la popularité des démocrates. Le général Winfield Scott avait aussi ses partisans et fit un temps figure de candidat de compromis entre Clay et Harrison. Habilement soutenu par les manœuvres de Thurlow Weed et de Stevens à la convention, Harrison devança largement Clay au troisième tour de scrutin. L'ancien sénateur de Virginie John Tyler fut choisi comme candidat à la vice-présidence. Clay, bien qu'extrêmement contrarié par sa défaite, n'en soutint pas moins la candidature d'Harrison.
Les whigs, dans une campagne novatrice, célébrèrent les exploits militaires de leur candidat et le représentèrent en homme du peuple, buvant du cidre dans des cabanes en rondins ; à l'inverse, Van Buren — surnommé pour l'occasion « Martin Van Ruin » — était dépeint comme un politicien inefficace, corrompu et pusillanime. Les questions politiques ne furent pas pour autant absentes de la campagne : les whigs dénoncèrent la montée en puissance de l'exécutif sous les présidences de Jackson et de Van Buren, demandaient le rétablissement d'une banque nationale et réclamaient une augmentation des droits de douane. De leur côté, les démocrates tentèrent de promouvoir leur système de trésorerie indépendante mais un début de déflation fragilisa leur position. De nombreux habitants du Nord reprochaient à Van Buren son soutien à la règle du « bâillon », tandis que les whigs eurent beau jeu d'affirmer auprès des électeurs du Sud qu'Harrison, natif de Virginie, ne mettrait aucunement en péril l'institution esclavagiste.
Malgré ses efforts et ceux de son parti, Van Buren ne put inverser la tendance : le jour de l'élection, Harrison l'emporta largement avec 53 % du vote populaire et 234 voix au sein du collège électoral, contre seulement 60 pour le président sortant. La participation, qui était d'environ 55 % en 1836, atteignit un record historique de 80 % en 1840. Van Buren obtint plus de voix que lors de l'élection précédente mais la capacité du Parti whig à attirer de nouveaux électeurs fit plus qu'annuler les gains démocrates. En plus de la présidence, les whigs remportèrent également la majorité à la Chambre des représentants et au Sénat, cas unique pour ce parti dans l'histoire américaine.

## Héritage

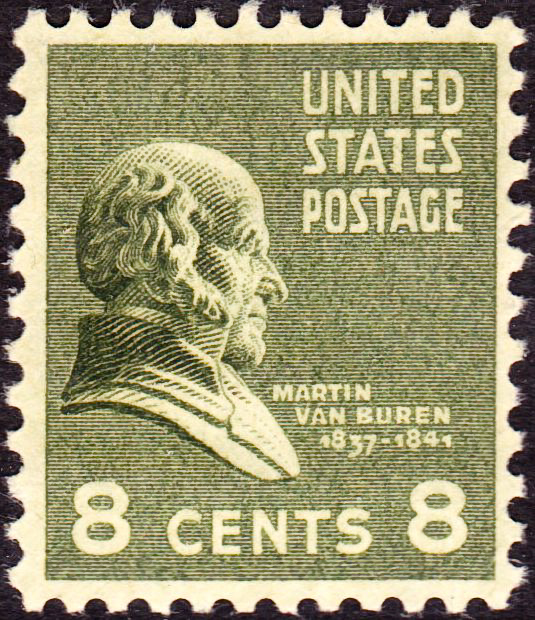
Timbre de 1938 à l'effigie de Van Buren.

La présidence de Van Buren est jugée moyenne, au mieux, par les historiens. Son mandat fut essentiellement marqué par la panique de 1837 et les spécialistes ne sont pas d'accord pour savoir si le système de trésorerie indépendante était une réponse adéquate à la crise. Georges Ayache porte quant à lui un jugement sévère sur le passage de Van Buren à la Maison-Blanche : 

« Habile, rusé, manœuvrier, ayant exercé pratiquement toutes les hautes fonctions de l'État, [Van Buren] possédait toutes les caractéristiques de l'homme de parti et contribuerait d'ailleurs à faire du Parti démocrate une formation politique moderne. Sans doute possédait-il également toutes les qualités requises pour exercer le pouvoir avec efficacité et faire un bon président. Mais il échoua, vaincu par la crise économique et financière, mais surtout par son indécision et par son manque de conviction, aggravées par un sens de l'opportunisme qui restait celui d'un simple politicien. »

La plus grande réussite de Van Buren fut d'avoir transformé le Parti démocrate en une force redoutable qui domina la vie politique américaine dans les décennies suivantes. De fait, la plupart des historiens considèrent aujourd'hui l'action de Van Buren comme une étape fondamentale dans le développement du système politique des États-Unis. Selon Robert Remini, « la contribution créative de Van Buren au développement politique de la nation fut énorme et, en tant que telle, son accession à la présidence fut méritée. […] Alors que jusqu'à présent les partis étaient considérés comme des maux à tolérer, Van Buren affirmait que le système des partis était le moyen le plus sensé et le plus intelligent de conduire démocratiquement les affaires du pays, un point de vue qui obtint en définitive l'approbation de la nation tout entière ».
Dans un sondage C-SPAN mené en 2017 auprès d'un collectif d'historiens, Van Buren se situait dans le tiers inférieur du classement des présidents américains, derrière George W. Bush et devant Chester A. Arthur. Les sondeurs ont demandé à 91 historiens spécialistes de la présidence de ranger les 43 personnes ayant exercé cette fonction (dont le président sortant Barack Obama) dans diverses catégories afin d'établir ensuite un classement général. Van Buren figurait à la 34e place (alors qu'il était 31e en 2009 et 30e en 2000). Un sondage réalisé en 2018 auprès de la section de l’American Political Science Association consacrée aux présidents et aux politiques exécutives le liste à la 27e place parmi les présidents américains. En dehors des jugements portés sur son bilan à la tête du pays, Van Buren demeure l'un des présidents américains les plus méconnus. Ainsi que le notait en 2014 un article du magazine Time :

« Disparaître presque complètement des livres d'histoire n'était probablement pas ce que le « petit magicien » Martin Van Buren avait en tête, mais sa présidence fut la première des États-Unis à mériter d'être fort justement oubliée. »